# Grabmal für Selma Halban-Kurz
Koordinaten: 48° 9′ 6,6″ N, 16° 26′ 18,9″ O

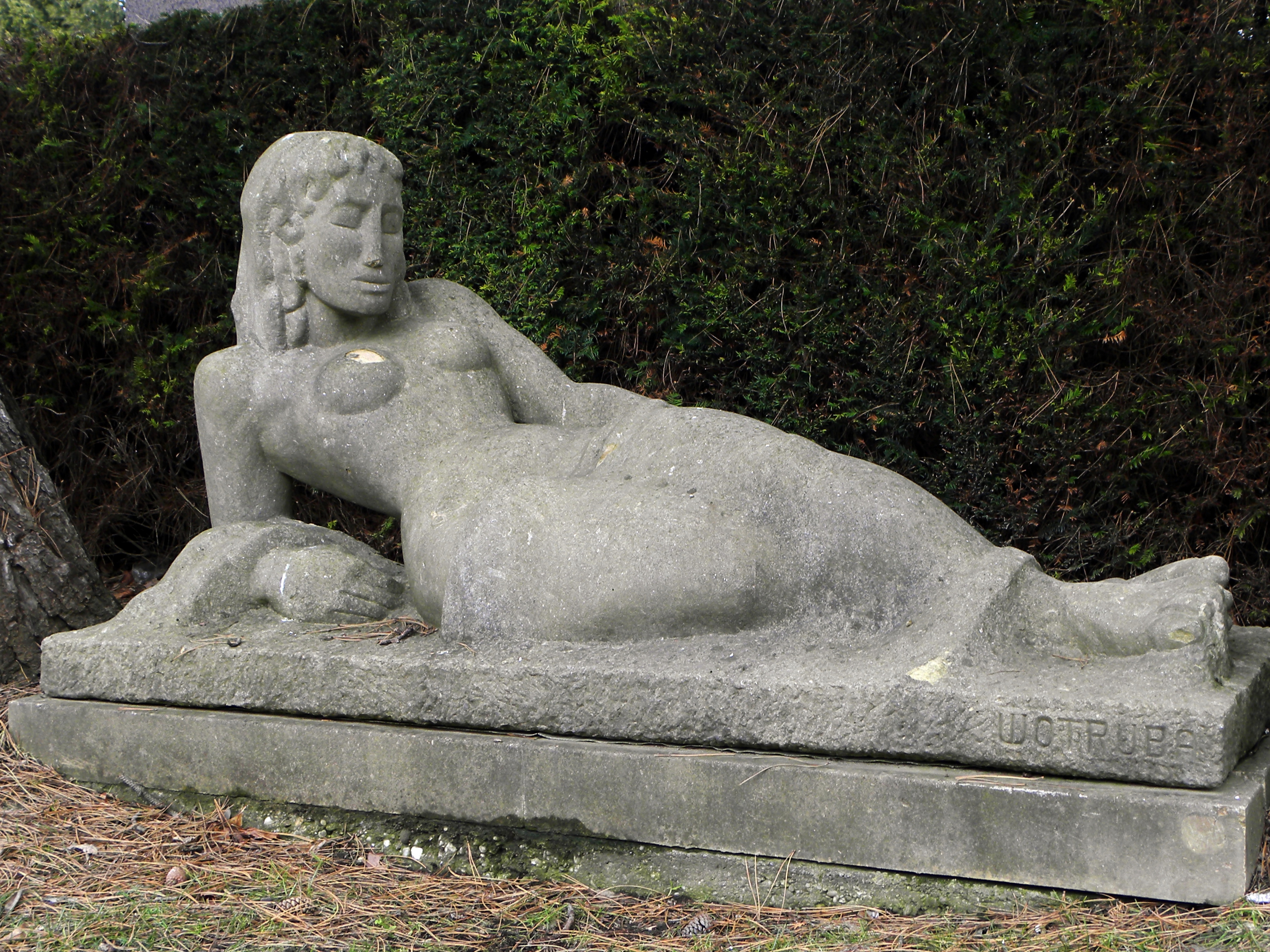
Grabmal für Selma Halban-Kurz auf dem Wiener Zentralfriedhof

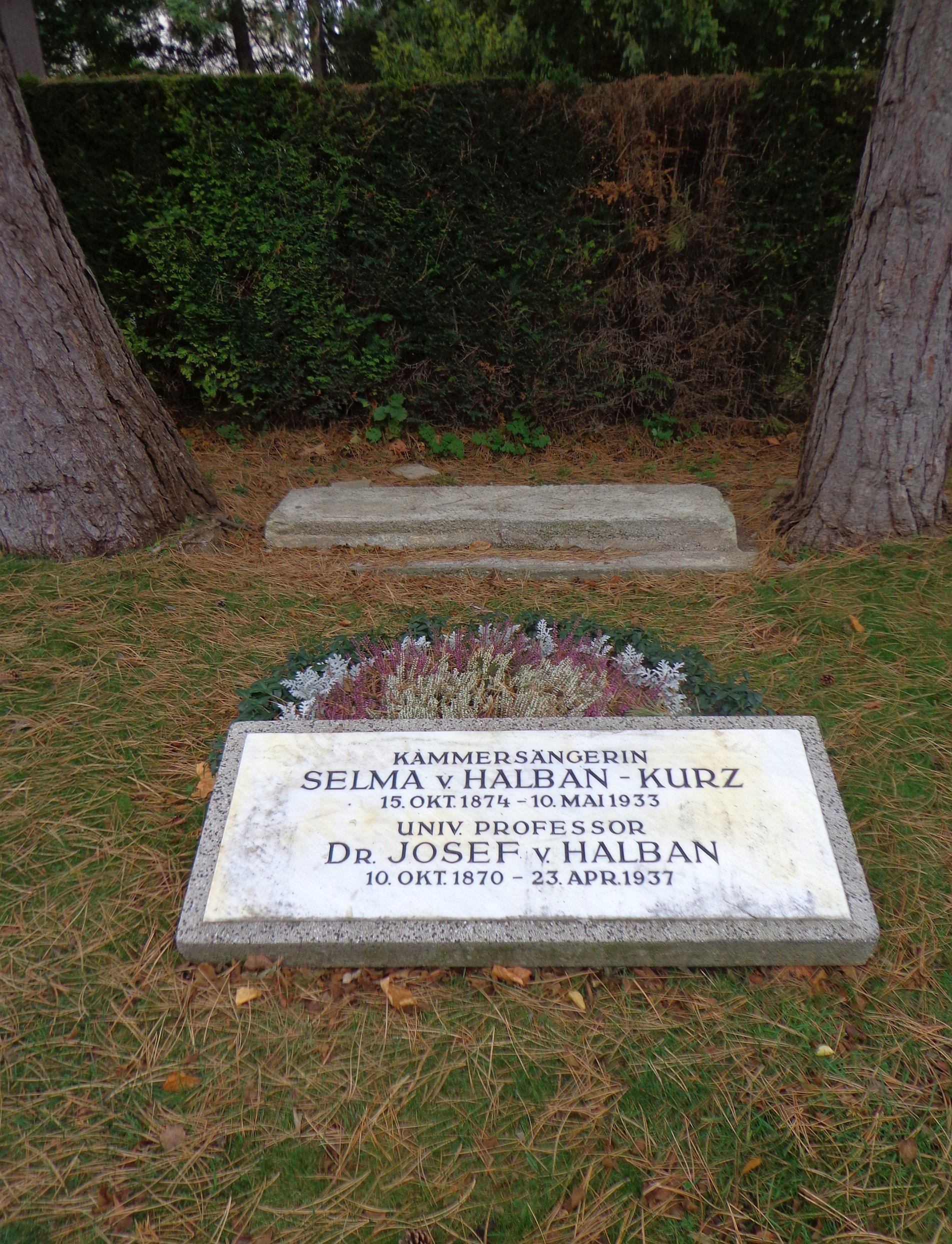
Grabmal für Selma Halban-Kurz (Skulptur für Renovierung entfernt)

Das Grabmal für Selma Halban-Kurz, auch Große Liegende genannt, ist eine Skulptur von Fritz Wotruba auf dem Wiener Zentralfriedhof am Grab der Eheleute Selma von Halban-Kurz († 1933) und Josef von Halban († 1937).

## Geschichte

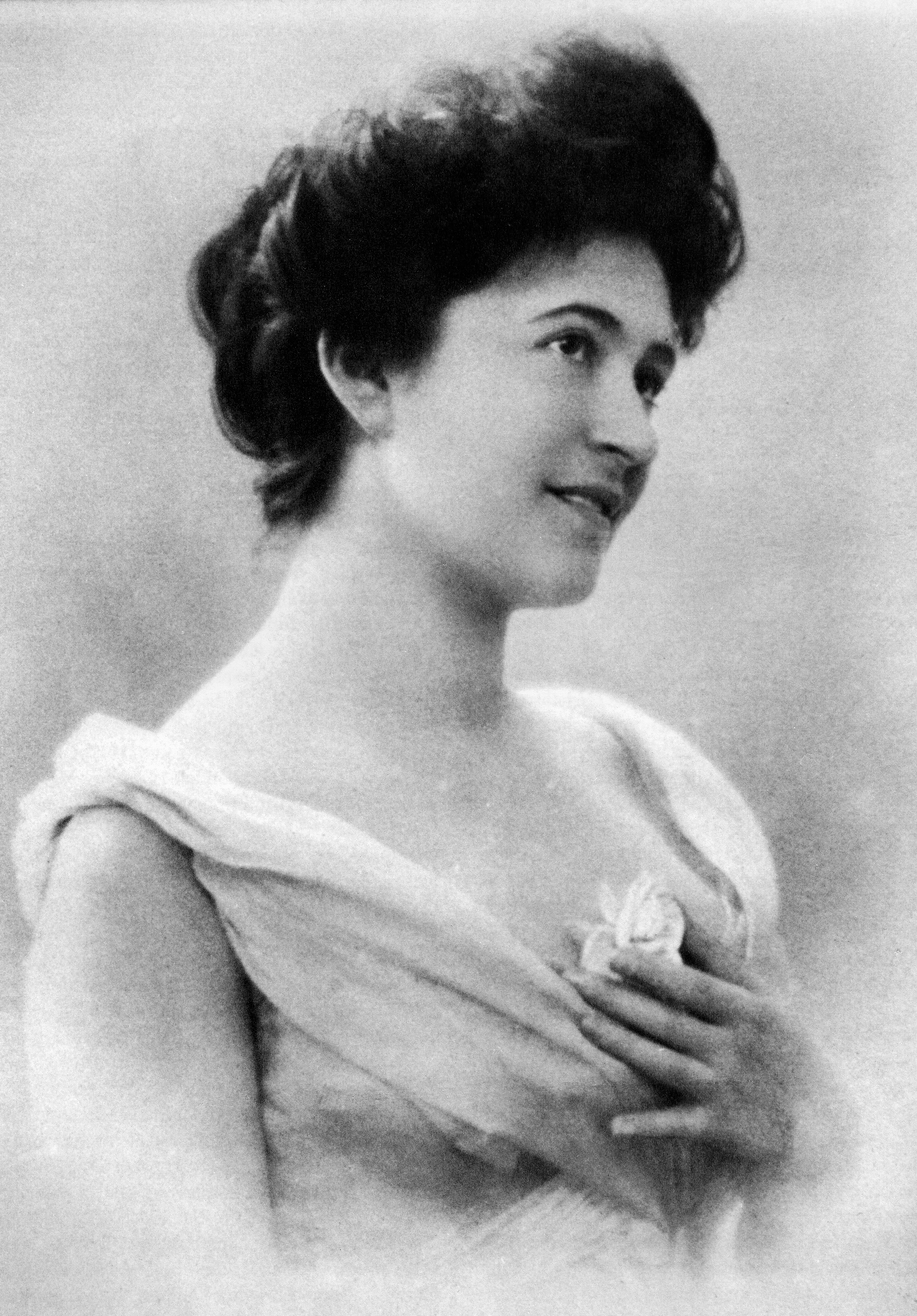
Selma Kurz um 1900

Die Opernsängerin Selma Halban-Kurz starb am 10. Mai 1933. Zwei Tage später wurde sie auf dem Zentralfriedhof in Wien in einem Ehrengrab (Gruppe 14C, Nummer 8) beigesetzt. Daneben, mit der Nummer 7 dieser Gruppe, befand sich das Grab des Theologen und christlich-konservativen Bundeskanzlers Ignaz Seipel.
Selma Halban-Kurz’ Witwer, der Mediziner Professor Josef von Halban, beauftragte – wahrscheinlich unter Vermittlung durch Carl Moll – Fritz Wotruba mit einem Entwurf für ein besonderes Grabmal. Am 31. Januar 1934 legte dieser der Magistratsabteilung 13a, die für die Genehmigung solcher Denkmäler zuständig war, eine Skizze vor, die eine liegende Frau mit nacktem Oberkörper zeigte. Ausgeführt werden sollte die Figur in Untersberger Marmor. Nachdem die Behörde offenbar mit Wotrubas Entwurf nicht einverstanden gewesen war, suchte der Bildhauer das Amt am 3. Februar 1934 persönlich auf. In einem Gespräch wurde an diesem Tag eine Änderung der Grabeinfassung vereinbart, die mit den Ehrengräbern in der Umgebung harmonieren sollte. Wotruba war mit der geforderten Modifikation seines Entwurfes einverstanden, da das eigentliche Grabmal davon nicht betroffen war, und erhielt noch am selben Tag die Genehmigung für seine Pläne. Offenbar wenig später wurde das Grabmal aufgestellt; am 10. Mai 1934 wurde es enthüllt.
In die Zeit der Planung und Errichtung des Grabmals fielen die Etablierung des Dollfußregimes und das Verbot der Sozialdemokratie in Österreich. Im Februar 1934 wurde der sozialdemokratische Bürgermeister Wiens, Karl Seitz, verhaftet, und am 7. April 1934 folgte ihm Richard Schmitz, ein ehemaliger Gefolgsmann Ignaz Seipels, im Amt nach. Schmitz gehörte der Vaterländischen Front an.

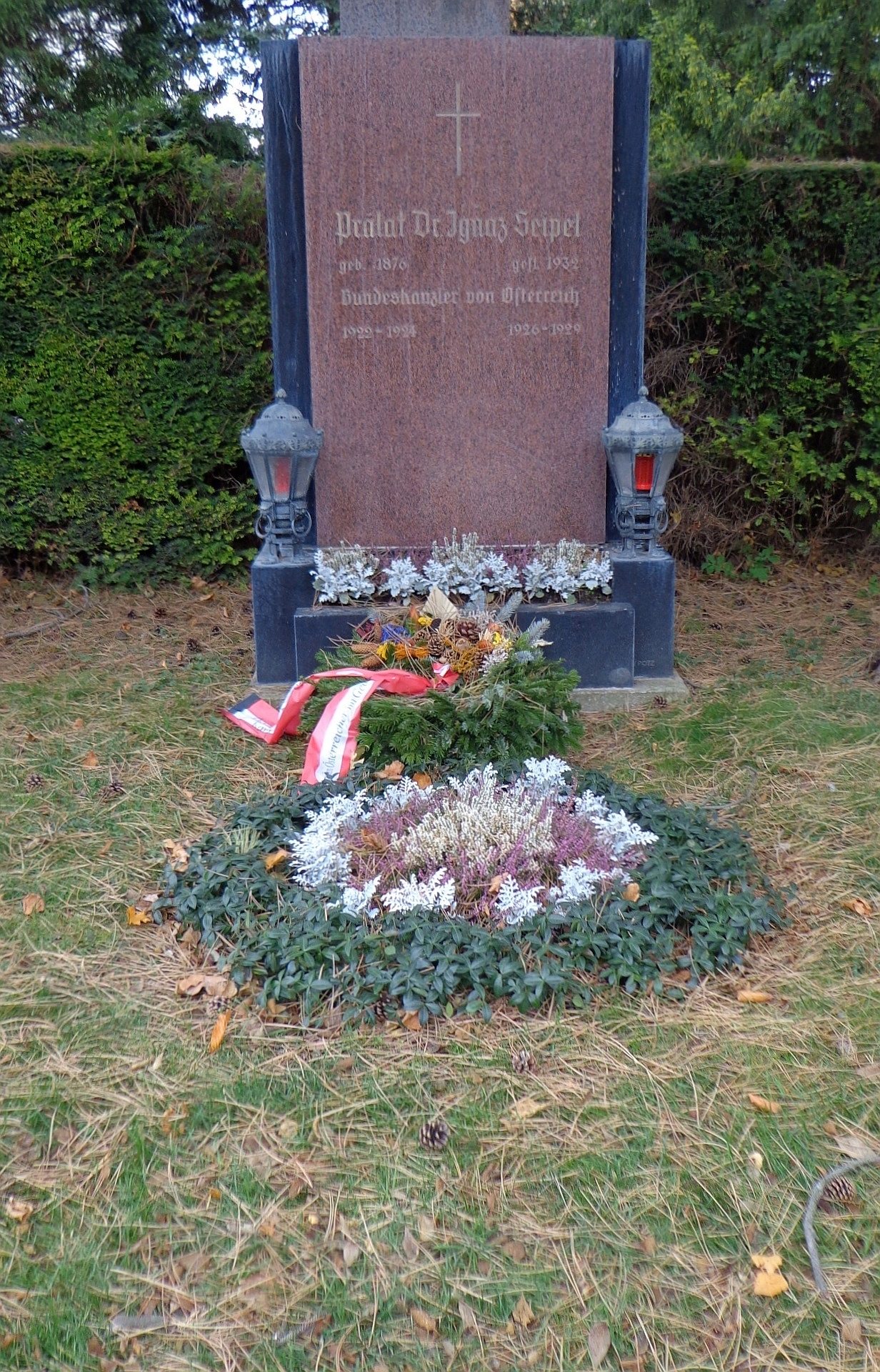
Grab von Ignaz Seipel

Der politische Wandel zeitigte auch Folgen für die Behörden, die sich mit der Friedhofsgestaltung auseinanderzusetzen hatten: Ab Anfang Mai 1934 erhielten Bürgermeister und Gemeindeverwaltung zahlreiche Beschwerden über die halbnackte Frauenfigur neben Seipels Ehrengrab. In Zeitungskommentaren und sogar in Drohbriefen an die Verwaltung wurde die Entfernung des als anstößig bis obszön empfundenen Grabmals verlangt. Am 16. Mai 1934 fragte die Magistratsabteilung 13a, der die Pläne vorgelegt worden waren, bei der Magistratsdirektion nach, warum eigentlich eine Bewilligung für diese Grabfigur erfolgt sei. Man erklärte nun, die Nachbarschaft zu Seipels Ehrengrab sei nur eine vorübergehende, da Seipels Leichnam in die Gedächtniskirche überführt werden solle, die zu diesem Zweck gebaut werde. Außerdem stamme die Bewilligung aus der „alten Ära“ aus der Zeit vor der Maiverfassung, mit der das neue Regime am 1. Mai 1934 etabliert worden war.
Nachdem der neue Bürgermeister sich auf dem Friedhof persönlich von der Sachlage ein Bild gemacht hatte, ordnete er die Entfernung der Statue durch den Magistrat an. Dieser wiederum wandte sich am 9. Juni 1934 mit dem Bescheid an Josef von Halban, das Grabmal auf eigene Kosten beseitigen zu lassen, da es „der Weihe und dem Ernst des Ortes“ nicht angemessen sei.
Vorläufig wurde die Figur mit einem Verschlag aus Holz kaschiert. Der Witwer weigerte sich, der Anordnung zur Entfernung der Skulptur Folge zu leisten. Er argumentierte dabei nicht nur mit der im Februar erfolgten Genehmigung, sondern auch mit den hohen Kosten, die schon die Her- und Aufstellung des Grabmals ihm verursacht hatten. Daraufhin wurden mehrere Kompromissvorschläge gemacht, etwa die umstrittenen Körperpartien der Statue mit Efeu überwachsen zu lassen oder die Kosten zwischen von Halban und der Gemeinde zu teilen. Beide Lösungen wurden aber nicht in die Tat umgesetzt. Nachdem im Juni 1934 ein von 31 Künstlern unterzeichneter Brief mit der Bitte, die Skulptur an Ort und Stelle zu lassen, an den Bürgermeister gerichtet worden war und im Herbst 1934 Ignaz Seipels Leichnam in die Gedächtniskirche, die Christkönigskirche im 15. Bezirk, überführt worden war, wurde offenbar nicht weiter insistiert und die Figur blieb an Ort und Stelle. Der Holzverschlag um die umstrittene Skulptur soll allerdings bis 1945 Bestand gehabt haben bzw. sie soll von dichtem Gebüsch verborgen gewesen sein.

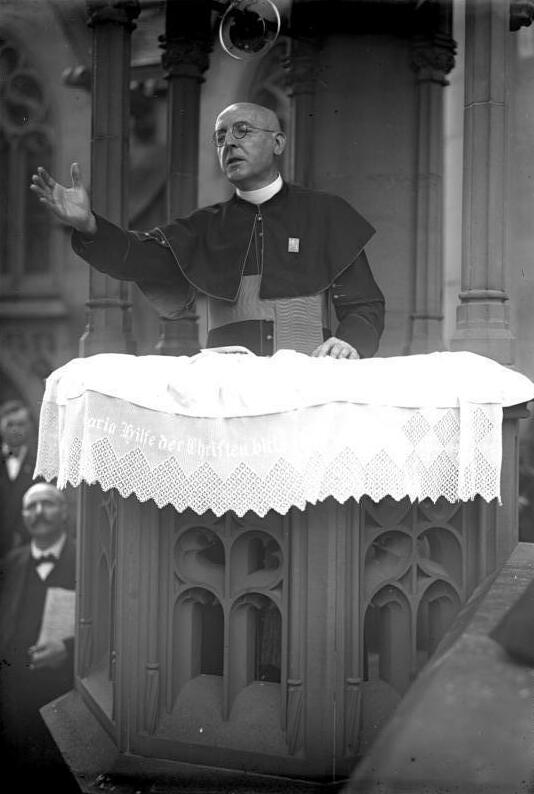
Prälat Seipel (1929)

Nachdem das benachbarte Grab Nr. 7 fünf Jahre lang nicht belegt gewesen war, wurden nach der Machtübernahme der Nationalsozialisten und der Auflösung des politischen Gedächtnisortes der Vaterländischen Front in der Christkönigskirche Seipels und Dollfuß’ Leichname wieder aus dieser Kirche entfernt. Seipels Leichnam wurde in sein früheres Grab überführt, so dass er wieder neben der Operndiva und ihrem Grabmal zu liegen kam. Der im Juli 1934 ermordete Engelbert Dollfuß fand seine Ruhestätte auf dem Hietzinger Friedhof.

## Grabfigur
Die Große Liegende ist 307 cm lang, 74 cm hoch und 104 cm tief bzw. breit und besteht aus Untersberger Marmor. Die Frauenfigur stützt sich, in leichter Drehung der Hüften halb liegend, halb sitzend, auf ihren rechten Ellenbogen, während der linke Arm links von ihrem Körper und die linke Hand an Gesäß und Oberschenkel ruht. Über den Beinen, die im Bereich der Unterschenkel gekreuzt lagern, wobei das linke über dem leicht angezogenen rechten zu liegen kommt, ist ein verhüllendes Tuch angedeutet, dessen Ende über dem rechten Unterarm zu sehen ist. Der Oberkörper der Frau hingegen ist frei. Ihren Kopf mit einer angedeuteten Lockenfrisur hält sie bei gesenkten Augenlidern aufrecht. Sie lagert auf einer rechteckigen Platte, die rechts vorne, unterhalb der Füße der Figur, mit „Wotruba“ signiert ist. Die eigentliche Grabplatte mit Inschrift zu den Lebensdaten der Bestatteten liegt vor dem Grabmal.
Wotrubas Werk gilt mittlerweile als eine der herausragenden künstlerischen Grabfiguren auf dem Wiener Zentralfriedhof. Ein Modell der Grabskulptur wurde in der Ausstellung Wotruba. Leben, Werk, Wirkung im 21er Haus des Belvedere, die bis zum 7. April 2013 lief, gezeigt.